# 吸鱼粘体虫
吸鱼粘体虫（学名：Myxosoma bibullatum）为粘体科粘体虫属的动物。分布于美国以及湖北、四川、浙江、江西、陕西、武陵山地区等，营寄生生活，寄生在鲫的鳃、心、肾、胆囊、膀胱。